# Списак насељених места у Француској: H
| A \| B \| C \| D \| E \| F \| G \| H \| I \| J \| K \| L \| M \| N \| O \| P \| Q \| R \| S \| T \| U \| V \| W \| X \| Y \| Z \| É |

- Habarcq
- Habas
- Hablainville
- Habloville
- Haboudange
- Habsheim
- Habère-Lullin
- Habère-Poche
- Hachan
- Hacqueville
- Hadancourt-le-Haut-Clocher
- Hadigny-les-Verrières
- Hadol
- Haegen
- Hagedet
- Hagen (Moselle)
- Hagenbach
- Hagenthal-le-Bas
- Hagenthal-le-Haut
- Haget
- Hagetaubin
- Hagetmau
- Hagnicourt
- Hagnéville-et-Roncourt
- Hagondange
- Haguenau
- Hagécourt
- Hagéville
- Haies
- Haigneville
- Haillainville
- Hailles
- Haillicourt
- Haimps
- Haims
- Hainvillers
- Haironville
- Haisnes
- Haleine
- Halinghen
- Hallencourt
- Hallennes-lez-Haubourdin
- Hallering
- Halles
- Halles-sous-les-Côtes
- Hallignicourt
- Hallines
- Hallivillers
- Halloville
- Halloy (Oise)
- Halloy (Pas-de-Calais)
- Halloy-lès-Pernois
- Hallu
- Halluin
- Halsou
- Halstroff
- Ham (Manche)
- Ham (Somme)
- Ham-en-Artois
- Ham-les-Moines
- Ham-sous-Varsberg
- Ham-sur-Meuse
- Hamars
- Hambach
- Hambers
- Hamblain-les-Prés
- Hambye
- Hamel (Nord)
- Hamel (Oise)
- Hamel (Somme)
- Hamelet
- Hamelin
- Hamelincourt
- Hames-Boucres
- Hammeville
- Hamonville
- Hampigny
- Hampont
- Han-devant-Pierrepont
- Han-lès-Juvigny
- Han-sur-Meuse
- Han-sur-Nied
- Hanc
- Hanches
- Hancourt
- Handschuheim
- Hangard
- HangeSaint-en-Santerre
- HangeSaint-sur-Somme
- Hangenbieten
- Hangviller
- Hannaches
- Hannapes
- Hannappes
- Hannescamps
- Hannocourt
- Hannogne-Saint-Martin
- Hannogne-Saint-Rémy
- Hannonville-Suzémont
- Hannonville-sous-les-Côtes
- Hanouard
- Hans (Marne)
- Hantay
- Hanvec
- Hanviller
- Hanvoile
- Haplincourt
- Happencourt
- Happonvilliers
- Haramont
- Haraucourt (Ardennes)
- Haraucourt (Meurthe-et-Moselle)
- Haraucourt-sur-Seille
- Haravesnes
- Haravilliers
- Harbonnières
- Harbouey
- Harcanville
- Harchéchamp
- Harcigny
- Harcourt
- Harcy
- Hardancourt
- Hardanges
- Hardecourt-aux-Bois
- Hardencourt-Cocherel
- Hardifort
- Hardinghen
- Hardinvast
- Hardivillers
- Hardivillers-en-Vexin
- Hardricourt
- Harengère
- Harfleur
- Hargarten-aux-Mines
- Hargeville
- Hargicourt (Aisne)
- Hargicourt (Somme)
- Hargnies (Ardennes)
- Hargnies (Nord)
- Harly
- Harmonville
- Harmoye
- Harnes
- Harol
- Haroué
- Harponville
- Harprich
- Harquency
- Harreberg
- Harricourt
- Harréville-les-Chanteurs
- Harsault
- Harskirchen
- Hartennes-et-Taux
- Hartmannswiller
- Hartzviller
- Harville
- Hary
- Haréville
- Haselbourg
- Hasnon
- Hasparren
- Haspelschiedt
- Haspres
- Hastingues
- Hatrize
- Hatten
- Hattencourt
- Hattenville
- Hattigny
- Hattmatt
- Hattstatt
- Hauban
- Haubourdin
- Hauconcourt
- Haucourt (Aisne)
- Haucourt (Oise)
- Haucourt (Pas-de-Calais)
- Haucourt (Seine-Maritime)
- Haucourt-Moulaine
- Haudainville
- Haudiomont
- Haudivillers
- Haudonville
- Haudrecy
- Haudricourt
- Haulchin
- Haulies
- Haulmé
- Haumont-près-Samogneux
- Hauriet
- Hausgauen
- Haussez
- Haussignémont
- Haussimont
- Haussonville
- Haussy
- Haut-Clocher
- Haut-Corlay
- Haut-Lieu
- Haut-Loquin
- Haut-Mauco
- Haut-de-Bosdarros
- Haut-du-Them-Château-Lambert
- Hautaget
- Hautbos
- Haute-Amance
- Haute-Avesnes
- Haute-Chapelle
- Haute-Epine
- Haute-Goulaine
- Haute-Isle
- Haute-Kontz
- Haute-Maison
- Haute-Rivoire
- Haute-Vigneulles
- Hautecloque
- Hautecour (Jura)
- Hautecour (Savoie)
- Hautecourt-Romanèche
- Hautefage
- Hautefage-la-Tour
- Hautefaye
- Hautefeuille
- Hautefond
- Hautefontaine
- Hautefort
- Hauteluce
- Hautepierre-le-Châtelet
- Hauterive (Allier)
- Hauterive (Orne)
- Hauterive (Yonne)
- Hauterive-la-Fresse
- Hauterives
- Hauteroche
- Hautes-Duyes
- Hautesvignes
- Hautevelle
- Hautevesnes
- Hauteville (Aisne)
- Hauteville (Ardennes)
- Hauteville (Marne)
- Hauteville (Pas-de-Calais)
- Hauteville (Savoie)
- Hauteville (Yvelines)
- Hauteville-Lompnes
- Hauteville-la-Guichard
- Hauteville-lès-Dijon
- Hauteville-sur-Fier
- Hauteville-sur-Mer
- Haution
- Hautmont
- Hautmougey
- Hautot-Saint-Sulpice
- Hautot-l'Auvray
- Hautot-le-Vatois
- Hautot-sur-Mer
- Hautot-sur-Seine
- Hautteville-Bocage
- Hautvillers
- Hautvillers-Ouville
- Hauville
- Hauviné
- Haux (Gironde)
- Haux (Pyrénées-Atlantiques)
- Havange
- Havelu
- Haveluy
- Havernas
- Haverskerque
- Havrincourt
- Hawr
- Hayange
- Haybes
- Haye (Vosges)
- Haye-Bellefond
- Haye-Pesnel
- Haye-d'Ectot
- Haye-du-Puits
- Hayes (Loir-et-Cher)
- Hayes (Moselle)
- Haynecourt
- Hays
- Hazebrouck
- Hazembourg
- Hecken
- Hecmanville
- Hecq
- Hectomare
- Hegeney
- Heidolsheim
- Heidwiller
- Heiligenberg
- Heiligenstein
- Heillecourt
- Heilles
- Heilly
- Heiltz-l'Evêque
- Heiltz-le-Hutier
- Heiltz-le-Maurupt
- Heimersdorf
- Heimsbrunn
- Heining-lès-Bouzonville
- Heippes
- Heiteren
- Heiwiller
- Helfaut
- Helfrantzkirch
- Hellenvilliers
- Hellering-lès-Fénétrange
- Helleville
- Hellimer
- Helléan
- Helstroff
- Hem (Nord)
- Hem-Hardinval
- Hem-Lenglet
- Hem-Monacu
- Hendaye
- Hendecourt-lès-Cagnicourt
- Hendecourt-lès-Ransart
- Henflingen
- Hengoat
- Hengwiller
- Hennebont
- Hennecourt
- Hennemont
- Henneveux
- Hennezel
- Hennezis
- Henrichemont
- Henridorff
- Henriville
- Henvic
- Herbault
- Herbelles
- Herbergement
- Herbeuval
- Herbeuville
- Herbeville
- Herbeys
- Herbiers
- Herbignac
- Herbinghen
- Herbisse
- Herbitzheim
- Herblay
- Herbsheim
- Herbécourt
- Herbéviller
- Herchies
- Hercé
- Hergnies
- Hergugney
- Herleville
- Herlies
- Herlin-le-Sec
- Herlincourt
- Herlière
- Herly (Pas-de-Calais)
- Herly (Somme)
- Herm (Ariège)
- Herm (Landes)
- Hermanville
- Hermanville-sur-Mer
- Hermaux
- Hermaville
- Hermelange
- Hermelinghen
- Hermenault
- Herment
- Hermeray
- Hermes (Oise)
- Hermeville
- Hermies
- Hermillon
- Hermin
- Hermitage-Lorge
- Hermites
- Hermitière
- Hermival-les-Vaux
- Hermonville
- Hermé
- Herméville-en-Woëvre
- Hernicourt
- Herny
- Herpelmont
- Herpont
- Herpy-l'Arlésienne
- Herqueville (Eure)
- Herqueville (Manche)
- Herran
- Herrin
- Herrlisheim
- Herrlisheim-près-Colmar
- Herry
- Herrère
- Herré
- Herserange
- Hersin-Coupigny
- Hertzing
- Hervelinghen
- Hervilly
- Herzeele
- Hesbécourt
- Hescamps
- Hesdigneul-lès-Boulogne
- Hesdigneul-lès-Béthune
- Hesdin
- Hesdin-l'Abbé
- Hesmond
- Hesse
- Hessenheim
- Hestroff
- Hestrud
- Hestrus
- Hettange-Grande
- Hettenschlag
- Heubécourt-Haricourt
- Heuchin
- Heucourt-Croquoison
- Heudebouville
- Heudicourt (Eure)
- Heudicourt (Somme)
- Heudicourt-sous-les-Côtes
- Heudreville-en-Lieuvin
- Heudreville-sur-Eure
- Heugas
- Heugleville-sur-Scie
- Heugnes
- Heugon
- Heugueville-sur-Sienne
- Heuilley-Cotton
- Heuilley-sur-Saône
- Heuland
- Heume-l'Eglise
- Heuqueville (Eure)
- Heuqueville (Seine-Maritime)
- Heuringhem
- Heurteauville
- Heurtevent
- Heussé
- Heutrégiville
- Heuzecourt
- Heyrieux
- Hibarette
- Hierges
- Hiermont
- Hiers-Brouage
- Hiersac
- Hiesse
- Hiesville
- Higuères-Souye
- Hiis
- Hilbesheim
- Hillion
- Hilsenheim
- Hilsprich
- Hinacourt
- Hinckange
- Hindisheim
- Hindlingen
- Hinges
- Hinglé
- Hinsbourg
- Hinsingen
- Hinx
- Hipsheim
- Hirel
- Hirschland
- Hirsingue
- Hirson
- Hirtzbach
- Hirtzfelden
- His (Haute-Garonne)
- Hitte
- Hières-sur-Amby
- Hiéville
- Hochfelden
- Hochstatt
- Hochstett
- Hocquigny
- Hocquinghen
- Hodenc-en-Bray
- Hodenc-l'Evêque
- Hodeng-Hodenger
- Hodeng-au-Bosc
- Hodent
- Hoedic
- Hoffen
- Hoguette
- Hohatzenheim
- Hohengœft
- Hohfrankenheim
- Hohrod
- Holacourt
- Holling
- Holnon
- Holque
- Holtzheim
- Holtzwihr
- Holving
- Hombleux
- Homblières
- Hombourg
- Hombourg-Budange
- Hombourg-Haut
- Hommarting
- Hommert
- Hommes
- Hommet-d'Arthenay
- Homps (Aude)
- Homps (Gers)
- Homécourt
- Hon-Hergies
- Hondainville
- Hondeghem
- Hondevilliers
- Hondouville
- Hondschoote
- Honfleur
- Honguemare-Guenouville
- Honnechy
- Honnecourt-sur-Escaut
- Honor-de-Cos
- Honskirch
- Hontanx
- Horbourg-Wihr
- Hordain
- Horgne
- Horgues
- Horme
- Hornaing
- Hornoy-le-Bourg
- Horps
- Horsarrieu
- Horville-en-Ornois
- Hospitalet
- Hospitalet-du-Larzac
- Hospitalet-près-l'Andorre
- Hosta
- Hoste
- Hostens
- Hostias
- Hostun
- Hotonnes
- Hotot-en-Auge
- Hottot-les-Bagues
- Hottviller
- Houblonnière
- Houches
- Houchin
- Houdain
- Houdain-lez-Bavay
- Houdan
- Houdancourt
- Houdelaincourt
- Houdelmont
- Houdemont
- Houdetot
- Houdilcourt
- Houdreville
- Houeillès
- Houesville
- Houetteville
- Houeydets
- Houga
- Houilles
- Houlbec-Cocherel
- Houlbec-près-le-Gros-Theil
- Houldizy
- Houlette
- Houlgate
- Houlle
- Houlme
- Houmeau
- Hounoux
- Houplin-Ancoisne
- Houplines
- Houppeville
- Houquetot
- Hourc
- Hourges
- Hours
- Hourtin
- Houry
- Houssay (Loir-et-Cher)
- Houssay (Mayenne)
- Houssaye-Béranger
- Houssaye-en-Brie
- Housseau-Brétignolles
- Houssen
- Housseras
- Housset
- Houssière
- Houssoye
- Housséville
- Houtaud
- Houtkerque
- Houtteville
- Houville-en-Vexin
- Houville-la-Branche
- Houvin-Houvigneul
- Houx
- Houécourt
- Houéville
- Hoymille
- Hoéville
- Huanne-Montmartin
- Hubersent
- Hubert-Folie
- Huberville
- Huby-Saint-Leu
- Huchenneville
- Huclier
- Hucqueliers
- Hudimesnil
- Hudiviller
- Huelgoat
- Huest
- Huez
- Hugier
- Hugleville-en-Caux
- Huilliécourt
- Huilly-sur-Seille
- Huillé
- Huiron
- Huismes
- Huisnes-sur-Mer
- Huisseau-en-Beauce
- Huisseau-sur-Cosson
- Huisseau-sur-Mauves
- Huisserie
- Hulluch
- Hultehouse
- Humbauville
- Humbercamps
- Humbercourt
- Humbert (Pas-de-Calais)
- Humberville
- Humbligny
- Humbécourt
- Humeroeuille
- Humes-Jorquenay
- Humières
- Hunawihr
- Hundling
- Hundsbach
- Huningue
- Hunspach
- Hunting
- Huos
- Huparlac
- Huppy
- Hure
- Hurecourt
- Hures-la-Parade
- Huriel
- Hurigny
- Hurtigheim
- Hurtières
- Husseren-Wesserling
- Husseren-les-Châteaux
- Hussigny-Godbrange
- Husson
- Huttendorf
- Huttenheim
- Huêtre
- Hyds
- Hyencourt-le-Grand
- Hyenville
- Hyet
- Hymont
- Hyères
- Hyèvre-Magny
- Hyèvre-Paroisse
- Hyémondans
- Hâcourt
- Hèches
- Hères
- Héauville
- Héberville
- Hébuterne
- Hébécourt (Eure)
- Hébécourt (Somme)
- Hébécrevon
- Hécourt (Eure)
- Hécourt (Oise)
- Hédauville
- Hédouville
- Hédé
- Hégenheim
- Hélesmes
- Hélette
- Héloup
- Hémevez
- Hémilly
- Héming
- Hémonstoir
- Hémévillers
- Hénaménil
- Hénanbihen
- Hénansal
- Hénencourt
- Hénin-Beaumont
- Hénin-sur-Cojeul
- Héninel
- Hénon
- Hénonville
- Hénouville
- Hénu
- Hérange
- Hérelle
- Hérenguerville
- Héric
- Héricourt (Haute-Saône)
- Héricourt (Pas-de-Calais)
- Héricourt-en-Caux
- Héricourt-sur-Thérain
- Héricy
- Hérie
- Hérie-la-Viéville
- Hérimoncourt
- Hériménil
- Hérin
- Hérissart
- Hérisson
- Héron
- Héronchelles
- Hérouville
- Hérouville-Saint-Clair
- Hérouvillette
- Héry (Nièvre)
- Héry (Yonne)
- Héry-sur-Alby
- Hérépian
- Hésingue
- Hétomesnil
- Hévilliers
- Hézecques
- Hézo
- Hôme-Chamondot
- Hôpital-Camfrout
- Hôpital-Saint-Lieffroy
- Hôpital-du-Grosbois
- Hôpital-le-Grand
- Hôpital-le-Mercier
- Hôpital-sous-Rochefort
- Hôpitaux-Neufs
- Hôpitaux-Vieux
- Hôtellerie
- Hôtellerie-de-Flée
- Hœnheim
- Hœrdt

| A \| B \| C \| D \| E \| F \| G \| H \| I \| J \| K \| L \| M \| N \| O \| P \| Q \| R \| S \| T \| U \| V \| W \| X \| Y \| Z \| É |